# 罗讷-卢瓦尔省
罗讷-卢瓦尔省（法語：Département de Rhône-et-Loire）是法国历史上的一个省份，以流经该省的两条河流——罗讷河与卢瓦尔河命名，涵盖了里昂地区、博若莱地区与福雷地区，省会里昂。 
作为最初一批法国省份，该省同其他省份一样成立于1790年。1793年，里昂爆发了反对国民公会的起义，为使大革命免受里昂地区反革命势力影响，里昂附近的阿尔卑斯军（armée des Alpes，法兰西革命军的一支）总部于8月12日颁布法令决定拆分该省。1793年11月19日，经国民大会批准后，拆分正式生效。 
19-20世纪，通过将相邻省份的地区并入其中，罗讷省扩张了数次，以至于今天的罗讷与卢瓦尔两省面积加起来要大于曾经的罗讷-卢瓦尔省。